# Gråögd kalvingeslända
Gråögd kalvingeslända (Mesopsocus helveticus) är en insektsart som beskrevs av Charles Lienhard 1977. Gråögd kalvingeslända ingår i släktet Mesopsocus, och familjen kalvingestövsländor. Arten är reproducerande i Sverige.